# محسن ذوالانور
محسن ذوالانور (زاده ۱۳۳۳ - شیراز) فیلم‌بردار اهل ایران است.

## مدیر فیلمبرداری
- محیا (۱۳۸۶)
- تارهای نامریی (۱۳۷۶)
- تنها (۱۳۷۶)
- روزی که خواستگار آمد (۱۳۷۵)
- پدر (۱۳۷۴)
- هور در آتش (۱۳۷۰)
- چشم شیشه‌ای (۱۳۶۹)
- بی‌پناه (۱۳۶۵)

## فیلم‌بردار
- پدر (۱۳۷۴)
- گریز از مرگ (۱۳۷۴)
- لبه تیغ (۱۳۷۱)
- رنو تهران - ۲۹ (۱۳۶۹)
- پول خارجی (۱۳۶۸)
- شکار خاموش (۱۳۶۸)
- دیده‌بان (۱۳۶۷)
- خانه ابری (۱۳۶۵)
- زیر باران (۱۳۶۳)